# 廣野翔太
廣野 翔太（ひろの しょうた、1993年12月10日 - ）は、ジャパンラグビーリーグワン・ルリーロ福岡に所属しているラグビーユニオン選手。

## プロフィール
- 大阪府出身[1]。
- ポジションはフッカー(HO)プロップ（PR）
- 身長 179 cm、体重 110 kg
- ニックネームはひろ、しょうた

## 来歴
2012年、御所実業高校卒業後、近畿大学に入る。なお御所実業高校時代、U17代表、高校日本代表候補、奈良県代表国体メンバーに選ばれたことがある。
2016年、近畿大学卒業後、豊田自動織機シャトルズ（現・豊田自動織機シャトルズ愛知）に加入。同年10月8日に行われたジャパンラグビートップリーグ第6節のキヤノンイーグルス戦に途中出場で公式戦初出場を果たした。
2022年、花園近鉄ライナーズに加入。2024年5月退団。
2024年7月、ルリーロ福岡に加入。2025年4月退団。